# FC Twente-trainingscentrum
Het FC Twente-trainingscentrum is het trainingscentrum van de Nederlandse voetbalclub FC Twente en is gelegen in de Hengelose wijk Veldwijk. Naast het eerste elftal trainen ook de beloften en alle elftallen uit de voetbalacademie op het complex. Tevens worden er wedstrijden afgewerkt van Jong Twente en de voetbalacademie.

## Ontstaan
Ten tijde van de bouw van De Grolsch Veste (destijds Arke Stadion) moest Twente ook op zoek naar een nieuwe trainingslocatie. De keus viel op de directe omgeving van het Fanny Blankers-Koen Stadion. Het oude hoofdgebouw van het FBK Stadion werd compleet vernieuwd tot een hoofdgebouw dat voor de helft in gebruik is door FC Twente en voor de andere helft door de gemeente Hengelo. Achter het FBK Stadion is een groot gedeelte omgebouwd tot trainingsaccommodatie voor alle elftallen van FC Twente. Sinds het voorjaar van 2001 is het complex door Twente in gebruik genomen. Op het trainingscentrum bevinden zich de technische en medische staf van de club. Zij hebben hun eigen kantoor in het complex.

## Velden
Op het terrein achter het FBK Stadion heeft FC Twente de beschikking over zes velden. Een van deze velden is het wedstrijdveld dat voor de thuiswedstrijden van de jeugdelftallen van FC Twente wordt gebruikt. Naast het wedstrijdveld liggen er nog vier normale trainingsvelden: een voor het eerste elftal, een voor het tweede elftal, een voor de A-jeugd en een voor de overige elftallen. Het veld van het eerste heeft precies dezelfde afmetingen als het veld dat in De Grolsch Veste ligt. Ook beschikt het over dezelfde veldverwarming. Het zesde veld wordt door FC Twente gezien als 'veld van de toekomst'. Dit veld is gemaakt van kunstgras.

## Fitnessruimte
Sinds eind 2007 beschikt het trainingscentrum ook over een fitnessruimte. De ruimte is gelegen onder de hoofdtribune van het trainingscentrum en is ingericht met diverse trainingsfaciliteiten en fitnessapparatuur. De supportersvereniging De Vriendenkring heeft de ruimte financieel mogelijk gemaakt.

## Uitbreiding

### Extra velden
Anno 2008 werd het trainingscentrum verbouwd. Twee velden werden voorzien van kunstgras, daarnaast werden er twee voetvolleyvelden aangelegd. Ook het bestaande kunstgrasveld is vernieuwd.
De Aftrap (ADO Den Haag) ·
De Toekomst (Ajax) ·
AFAS Trainingscomplex (AZ) ·
1908 (Feyenoord) ·
De Bezelhorst (De Graafschap) ·
Corpus den Hoorn (FC Groningen) ·
Sportpark Skoatterwâld (sc Heerenveen) ·
Erve Asito (Heracles Almelo) ·
De Gaard (NAC Breda) ·
De Eendracht (N.E.C.) ·
Stadioncomplex PEC Zwolle (PEC Zwolle) ·
PSV Campus De Herdgang (PSV) ·
Kaalheide (Roda JC) ·
FC Twente-trainingscentrum (FC Twente) ·
Sportcomplex Zoudenbalch & FC Utrecht Topsportcentrum (FC Utrecht) ·
Sportcentrum Papendal (Vitesse) ·
Sportcomplex Willem II (Willem II)
Abe Lenstra Stadion (sc Heerenveen) ·
De Adelaarshorst (Go Ahead Eagles) ·
AFAS Stadion (AZ) ·
Erve Asito (Heracles Almelo) ·
Euroborg (FC Groningen) ·
Stadion Feijenoord (Feyenoord) ·
Fortuna Sittard Stadion (Fortuna Sittard) ·
Stadion Galgenwaard (FC Utrecht) ·
De Goffert (N.E.C.) ·
De Grolsch Veste (FC Twente) ·
Johan Cruijff ArenA (Ajax) ·
Het Kasteel (Sparta Rotterdam) ·
Koning Willem II Stadion (Willem II) ·
MAC³PARK stadion (PEC Zwolle) ·
Mandemakers Stadion (RKC Waalwijk) ·
Philips Stadion (PSV) ·
Rat Verlegh Stadion (NAC Breda) ·
Yanmar Stadion (Almere City FC)
AFAS Trainingscomplex (Jong AZ) ·
Bingoal Stadion (ADO Den Haag) · 
Frans Heesen Stadion (TOP Oss) ·
GelreDome (Vitesse) ·
De Geusselt (MVV Maastricht) ·
GS Staalwerken Stadion (Helmond Sport) ·
De Herdgang (Jong PSV) ·
Jan Louwers Stadion (FC Eindhoven) ·
Covebo Stadion - De Koel - (VVV-Venlo) · 
Kooi Stadion (SC Cambuur)  · 
Kras Stadion (FC Volendam) ·
M-Scores Stadion (FC Dordrecht) ·
De Oude Meerdijk (FC Emmen) ·
Parkstad Limburg Stadion (Roda JC Kerkrade) ·
711 Stadion (Telstar) ·
De Toekomst (Jong Ajax) ·
Van Donge & De Roo Stadion (Excelsior)
De Vijverberg (De Graafschap) ·
De Vliert (FC Den Bosch) ·
Sportcomplex Zoudenbalch (Jong FC Utrecht) ·
AFAS Trainingscomplex (AZ Vrouwen) ·
Bingoal Stadion (ADO Den Haag Vrouwen) ·
Het Diekman (FC Twente Vrouwen) ·
Fortuna Sittard Stadion (Fortuna Sittard Vrouwen) ·
De Herdgang (PSV Vrouwen) ·
711 Stadion (Telstar Vrouwen) ·
Skoatterwâld (sc Heerenveen Vrouwen) ·
Sportpark Be Quick '28 (PEC Zwolle Vrouwen) ·
De Toekomst (Ajax Vrouwen) ·
Van Donge & De Roo Stadion (Excelsior Vrouwen) ·
Varkenoord (Feyenoord Vrouwen)
Zoudenbalch (FC Utrecht Vrouwen)
Alkmaarderhout (Alkmaar '54/AZ '67/AZ) ·
Amsterdamsestraatweg (Elinkwijk) ·
De Baandert (Sittardia/FSC/Fortuna Sittard) ·
Beatrixstraat (NAC) ·
De Berckt (SC Venlo'54/VVV) ·
Berg & Bos (AGOVV/AGOVV Apeldoorn) ·
Birkhoven (SC Amersfoort/HVC) ·
De Blauwe Kei (Baronie) ·
Bornsestraat (Heracles/SC Heracles '74) ·
De Boschpoort (MVV) ·
Botenlaan (Brabantia) ·
De Braak (Helmondia '55/Helmond Sport) ·
Brasserskade (DHC) ·
Breestraat (KFC/FC Zaanstreek) ·
Buiksloterbanne (De Volewijckers) ·
Cambuurstadion (SC Cambuur/Leeuwarden) ·
Damlaan (Hermes DVS) ·
Het Diekman (SC Enschede/FC Twente) ·
Duinhorst (Den Haag/Flamingo's '54) ·
Esserberg (Be Quick) ·
Fatimastraat (Baronie) ·
FC Twente-trainingscentrum (FC Twente Vrouwen) ·
Stadion Feijenoord (SVV) ·
Floreslaan (Fortuna Vlaardingen/FC Vlaardingen '74) ·
Frankelandsedijk (SVV) ·
Galgenwaard (DOS/Velox) ·
Gemeentelijk Sportpark Hilversum (SC 't Gooi/SC Gooiland/Hilversum) ·
Gemeentelijk Sportpark Tilburg (Willem II/NOAD) ·
Haarlemstadion (HFC Haarlem) ·
Harga (Hermes DVS/SVV) ·
Heekpark (SC Enschede/Enschedese Boys) ·
Heekstraat (Rigtersbleek) ·
Heerlenersteenweg (Juliana) ·
De Heikant (Achilles '29/Achilles '29 Vrouwen) ·
Het Heuveltje (Oldenzaal) ·
Hoornseveld (ZFC) ·
Houtrust (Holland Sport/SHS) ·
Houtsdonk (Helmond) ·
Industriestraat (NOAD) ·
Irislaan (VC Vlissingen/VCV Zeeland) ·
Jonkerbergstraat (Roda Sport) ·
Kaalheide (Rapid '54/Rapid JC/Roda JC/Roda JC Vrouwen) ·
Het Kasteel (Xerxes) ·
Kikkerpolder (UVS) ·
De Koeburg (Zeist) ·
Koning Willem II Stadion (Willem II Vrouwen) ·
Koningsweg (Velox) ·
De Koel (VVV-Venlo Vrouwen) ·
De Koog (FC Zaanstreek) ·
De Kraal (VVV/FC VVV) ·
Krommedijk (D.F.C./DS '79/SVV/Dordrecht '90) ·
J.H. Kruisstraat (Heerenveen/sc Heerenveen) ·
Laan van Vollering (DHC) ·
De Langeleegte (SC Veendam) ·
Leenderweg (De Valk) ·
Liesbosweg (Utrecht) ·
't Lood (AZ Vrouwen) ·
De Luiten (RBC) ·
Oosterenkstadion (Zwolsche Boys/PEC Zwolle) ·
Oosterpark (GVAV/Oosterparkers/FC Groningen) ·
Mauritsstadion (Fortuna '54/FSC) ·
De Meer (Ajax) ·
Mosveld (De Volewijckers) ·
Nieuw-Monnikenhuize (Vitesse) ·
Noordersportpark (EDO) ·
Olympia (RKC Waalwijk) ·
Olympisch Stadion (Blauw-Wit/Amsterdam/DWS/FC Amsterdam) ·
Olympisch Stadion (bijveld) (Blauw-Wit/DWS/FC Amsterdam) ·
De Planeet (SC Drente/Zwartemeer) ·
RBC-Stadion (RBC) ·
Reeweg (Emma) ·
Rolduckerstraat (Kerkrade/Roda Sport) ·
Rozenoord (DOSKO) ·
Sittardia-terrein (Sittardia) ·
Schoonenberg (Stormvogels/VSV/AZ Vrouwen/SC Telstar VVNH) ·
Spaarndammerdijk (DWS) ·
Straatweg (EBOH) ·
Aan de spoorbrug (LONGA) ·
Sportparklaan (RCH) ·
Stadspark (Velocitas) ·
Thomassen-terrein (Rheden) ·
Veemarktterrein (FC Utrecht) ·
Veldwijk (Twentse Profs/Tubantia) ·
Venweg (Limburgia) ·
De Vliert (BVV) ·
Volkspark (Enschedese Boys) ·
De Vrolijkheid (PEC Zwolle/Zwolsche Boys) ·
Wageningse Berg (Wageningen/FC Wageningen) ·
Walvisstraat (ONA) ·
Wassenaarseweg (UVS) ·
Westzanerdijk (ZFC) ·
De Wolfsdonken (Wilhelmina) ·
Xerxesweg (Xerxes) ·
Zuidendijk (EBOH) ·
Zuiderpark (ADO Den Haag)